# Judy Holliday
Judy Holliday, właśc. Judith Tuvim (ur. 21 czerwca 1921 w Nowym Jorku, zm. 7 czerwca 1965 tamże) – amerykańska aktorka, laureatka Oscara za rolę w filmie Urodzeni wczoraj.

## Życiorys
Urodziła się jako Judith Tuvim („Tuvim” jest zbliżony fonetycznie ze słowem z języka jidysz [yontoyvim], który oznacza „Święta” [ang. „Holiday”]) w Nowym Jorku jako jedyne dziecko Abe’a i Helen Tuvimów, żydowskich emigrantów z Rosji. Uczęszczała do szkoły podstawowej PS 150 w Sunnyside w dzielnicy Queens. Jej pierwszą pracą była posada asystentki operatora centrali telefonicznej w Mercury Theatre.
Jej debiutem był epizod w filmie Too Much Johnson z 1938 roku. W tym samym czasie w show biznesie stawiała pierwsze kroki występując w sztuce The Revuers wystawianej w nocnym klubie; muzykę tworzył Leonard Bernstein. Sztuka wystawiana była aż do 1944 roku. Następnie Holliday debiutowała 20 marca 1945 roku na Broadwayu w sztuce Kiss Them for Me. Za rolę otrzymała prestiżową Clarence Derwent Award. Rok później grała w sztuce Urodzeni wczoraj wcielając się w postać roztrzepanej Billie Dawn. W tym samym czasie powróciła do grania w filmach. W 1949 roku wystąpiła w filmie Żebro Adama u boku Katharine Hepburn i Spencera Tracy’ego, za który otrzymuje nominację do Złotego Globu. Sukces pozwolił jej dostać rolę w filmowej wersji sztuki Urodzeni wczoraj. Holliday ponownie wcielając się w rolę Billie Dawn odniosła sukces w branży filmowej. Rola została doceniona Oscarem dla najlepszej aktorki pierwszoplanowej i Złotym Globem dla najlepszej aktorki w filmie komediowym.
W 1950 roku FBI wszczęło dochodzenie w sprawie Holliday, której zarzucano powiązania z komunistami. Holliday została wpisana na tzw. czarną listę Hollywood.
W 1954 roku powróciła do grania w filmach. Wystąpiła m.in. w komediach It Should Happen to You i Phffft!, gdzie Holliday partnerował Jack Lemmon. W 1960 roku wystąpiła w filmie Telefony, telefony, który jest filmową wersją musicalu Bells Are Ringing, w którym grywała w 1956 roku i za którego otrzymała nagrodę Tony.
Holliday zmarła na raka sutka w 1965 roku. Została pochowana na Westchester Hills Cemetery w Hastings-on-Hudson w Nowym Jorku.
Aktorka posiada swoją gwiazdę w Hollywoodzkiej Alei Sław przy 6901 Hollywood Blvd.

## Filmografia
Filmy fabularne
- 1938: Too Much Johnson jako Epizod (niewymieniona w czołówce)
- 1944: Greenwich Village jako Revued (niewymieniona w czołówce)
- 1944: Something for the Boys jako spawacz (niewymieniona w czołówce)
- 1944: Winged Victory jako Ruth Miller
- 1949: Na przepustce (On the Town) jako Daisy (głos)
- 1949: Żebro Adama (Adam’s Rib) jako Doris Attinger
- 1950: Urodzeni wczoraj (Born Yesterday) jako Billie Dawn
- 1952: The Marrying Kind jako Florence ‘Florrie’ Keefer
- 1954: It Should Happen to You jako Gladys Glover
- 1954: Phffft jako Nina Tracey
- 1956: The Solid Gold Cadillac jako Laura Patridge
- 1957: Full of Life jako Emily Rocco
- 1960: Telefony, telefony (Bells Are Ringing) jako Ella Peterson

Seriale telewizyjne
- 1949: The Ford Theatre Hour
- 1954: Goodyear Television Playhouse
- 1954: The Arthur Murray Party

## Nagrody
- Nagroda Akademii Filmowej Najlepsza aktorka pierwszoplanowa: 1951 Urodzeni wczoraj
- Złoty Glob Najlepsza aktorka w filmie komediowym lub musicalu: 1951 Urodzeni wczoraj
- Nagroda Tony
  - Theatre World Award: 1945 Kiss Them for Me
  - Najlepsza aktorka w musicalu: 1956 Bells Are Ringing